# Mussoorie

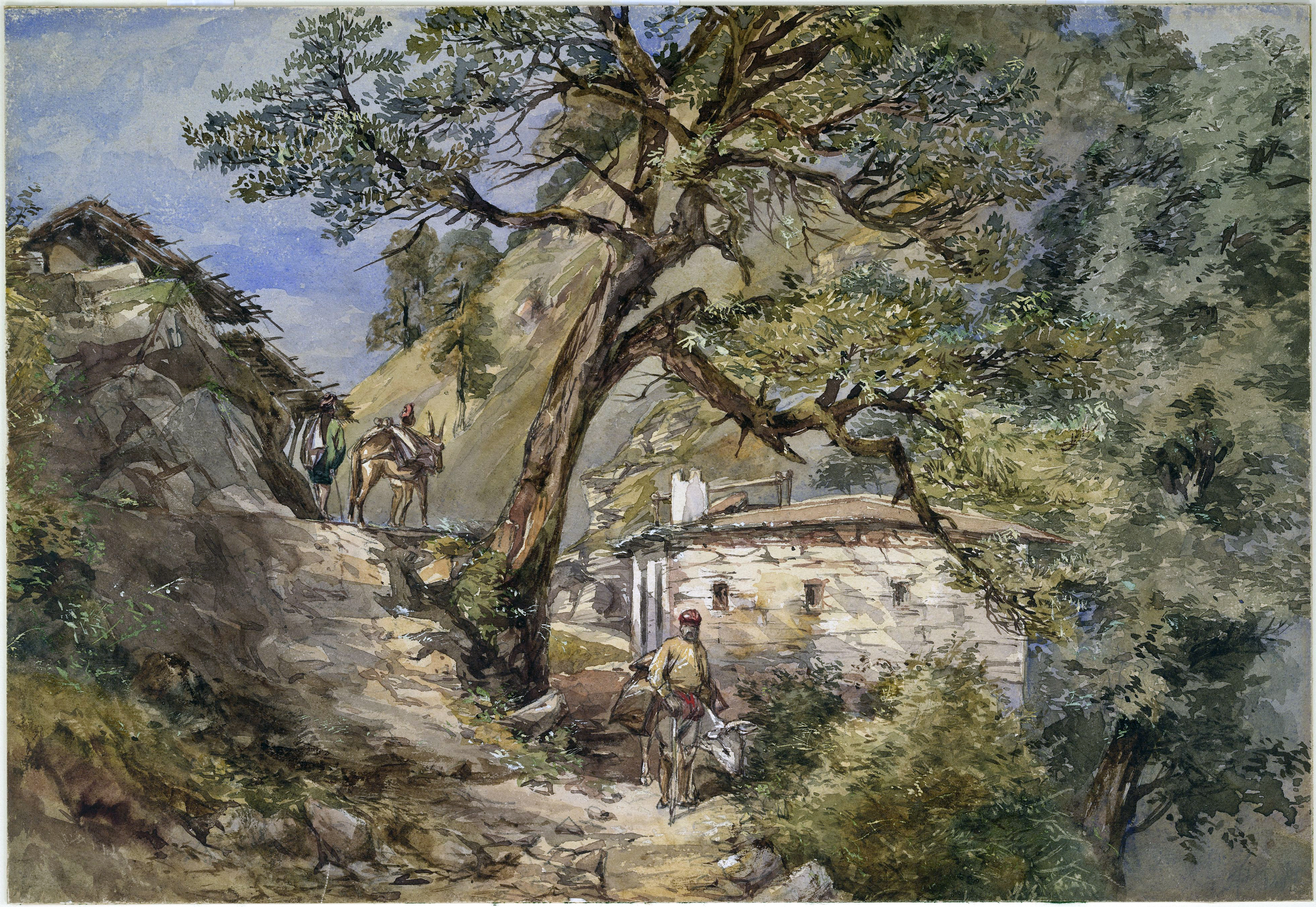
Landour, Mussoorie, (1869).

Mussoorie es una estación montañesa situada en las laderas de los rangos Himalayas al norte del estado de Uttaranchal de la India, que colinda con el Nepal. Es también conocido como la "Reina de las Montañas". El pueblo anexo de Landour, que incluye un cantón militar, es considerado parte de la 'gran Mussoorie', así como los pueblos de Barlowganj y Jharipani.
Estando en una altitud aproximada de 2.000 metros. Mussoorie, con sus laderas verdes y variada flora y fauna, es una resort montañés fascinante. Comandando rangos de nieve del norte al este, y excelente vistas del Valle Doon y Shiwalik al sur, el pueblo fue considerado como un regalo de las hadas a los turistas.